# Tribunale del riesame
Il tribunale del riesame (originariamente denominato tribunale della libertà), nell'ordinamento giudiziario italiano, è il collegio giudiziario cui spetta la cognizione, in sede di riesame, delle ordinanze che dispongono una misura cautelare coercitiva.
Sulla richiesta di riesame decide, in composizione collegiale, il tribunale che ha sede nel capoluogo del distretto di Corte d'appello del giudice che ha emesso l'ordinanza.
La richiesta può essere formulata dall'imputato (ai sensi dell'art. 309 codice di procedura penale) entro dieci giorni dall'esecuzione o notificazione del provvedimento e i motivi di doglianza possono anche essere sviluppati il giorno dell'udienza che si svolge in camera di consiglio. Il difensore dell'imputato può proporre la richiesta di riesame entro dieci giorni dalla notificazione dell'avviso di deposito dell'ordinanza che dispone la misura.
Il tribunale, entro altri dieci giorni, se non dichiara l'inammissibilità della richiesta, annulla, riforma o conferma l'ordinanza.